# Belgische gemeenteraadsverkiezingen 1903
De Belgische gemeenteraadsverkiezingen van 1903 vonden plaats op zondag 18 oktober 1903. De volgende verkiezingen vonden plaats op zondag 20 oktober 1907.

## Kiessysteem
De wet van 12 september 1895 op de gemeenteverkiezingen is van toepassing. De gemeenteraden van alle 2.622 Belgische gemeenten werden gedeeltelijk verkozen voor een termijn van 8 jaar en een vernieuwing van de helft van de gemeenteraden elke 4 jaar. Er gold meervoudig stemrecht voor Belgische mannelijke burgers vanaf 25 jaar. Bij absolute meerderheid is het meerderheidsstelsel van toepassing, zoniet is de evenredige vertegenwoordiging van toepassing.
De evenredige vertegenwoordiging werd in minder dan de helft van de gemeenten toegepast.
De bevolkingsaantallen in rekening genomen, waren de meeste inwoners wel woonachtig in gemeenten waar de evenredige vertegenwoordiging werd toegepast. Dit voornamelijk in de arrondissementen Brussel, Charleroi en Verviers en het minst in de arrondissementen Ieper, Turnhout en Mechelen.

## Uitslagen
In de provincie Limburg zijn de katholieken zonder strijd verkozen in 120 gemeenten.
In een reeks steden was de uitslag als volgt:
|  | Stad/gemeente | Uitslag gemeenteraad | Burgemeester                                 |
|  | ------------- | --- | -------------------------------------------- |
|  | Antwerpen     | 16 van de 31 zetels te verkiezen. 59.810 stemmen, geen absolute meerderheid: 8 liberalen en 8 katholieken verkozen.                        | Liberaal Jan Van Rijswijck (herverkozen)     |
|  | Brussel       | 16 van de 31 zetels te verkiezen. 38.003 geldige stemmen, geen absolute meerderheid: 8 liberalen, 4 socialisten en 4 katholieken verkozen. | Liberaal Emile De Mot (herverkozen)          |
|  | Gent          | 16 van de 31 zetels te verkiezen. Geen absolute meerderheid: 6 liberalen, 5 socialisten en 5 katholieken verkozen.                         | Liberaal Emile Braun (herverkozen)           |
|  | Leuven        | 8 liberalen en 5 katholieken verkozen | Liberaal Vital Decoster                      |
|  | Mechelen      | De katholieke lijst wint. | Katholiek Edward De Cocq (zittend)           |
|  | Brugge        | De katholieken winnen. | Katholiek Amedée Visart de Bocarmé (zittend) |
|  | Kortrijk      | De katholieken winnen. | Katholiek Auguste Reynaert (zittend)         |
|  | Roeselare     | De katholieken winnen. | Katholiek Adrien Spillebout (zittend)        |
|  | Hasselt       | De katholieken winnen | Katholiek Ferdinand Portmans (zittend)       |
|  | Borgworm      | Sinds Belgische onafhankelijkheid was de gemeenteraad homogeen liberaal; nu zijn twee katholieken verkozen.                                |                                              |
|  | Tongeren      | De katholieke lijst wint. | Katholiek François Meyers (zittend)          |
|  | Doornik       | Zeven liberalen en zes katholieken verkozen.                                                                                               | Liberaal Victor Carbonnelle                  |
|  | Bergen        | De katholieken verliezen twee zetels. | Liberaal Henry Sainctelette                  |

In Quaregnon is Henri Roger herverkozen maar in het geweld dat volgde op de uitslag stierf een aanhanger van Roger.